# زيلوب
زيلوب (بالإنجليزية: Zilupe)‏ هي منطقة سكنية تقع في لاتفيا في لاتفيا. يقدر عدد سكانها بـ 1,745 نسمة ومساحتها 5 كم2 .